# Hyphessobrycon cantoi
Hyphessobrycon cantoi — прісноводна риба родини харацинових (Characidae). Описаний у 2021 році.

## Поширення
Ендемік Бразилії. Поширений в басейні нижньої течії річки Тапажос у штаті Пара.

## Назва
Видова назва cantoi є даниною Андре Луїшу Канту, куратору рибної колекції Федерального університету Оесте-ду-Пара (UFOPA), на знак визнання його внеску у вивчення риб басейну річки Тапажос.